# Johann Below
Johann(es) Below (auch Johannes Belovius, Johann(es) Belau und Johann(es) Balau; * 1601 in Rostock; † 17. Dezember 1668 in Rostock) war ein deutscher Mediziner, Professor der Medizin an der Universität Dorpat und Leibarzt der Zaren Michael I. (Russland) und Alexei I. (Russland).

## Leben
Johann Below wurde 1601 als Sohn des gleichnamigen Rostocker Bürgers geboren. Below studierte Medizin in Wittenberg, Leipzig, Jena, Erfurt, Helmstedt und Rostock und wurde am 16. September 1628 in Rostock zum Dr. med. promoviert. Anschließend war er als praktischer Arzt in Rostock tätig, ehe er am 22. Dezember 1632 zum ersten Professor der Medizin an der Universität Dorpat ernannt wurde. Zugleich  fungierte Below als Medicus ordinarius des königlichen Hofgerichts und der Stadt Dorpat.
In den Jahren 1634 und 1641 bekleidete er das Amt des Rektors der Universität Dorpat. Aufgrund der schlechten Dotierung der Universität und der dadurch resultierenden geringen Studentenzahlen hielt er schon 1638 beim Generalgouverneur um seine Demission an. In einem Brief vom 14. Juli 1638 schrieb er, er „habe biß auff diese Stunde keinen einigen Studiosum Medicinae allhie gehöret oder gesehen, biß etwa form halben jahr einer aus Pommern hieher gekommen“. 
Below verließ die Universität aber erst 1642, hielt sich dann 1642–43 in Riga auf und ging von dort, bei einer Besoldung von jährlich 160 Rubeln, als Leibarzt des Großfürsten Michail Fjodorowitsch Romanow (1596–1645) und nachher des Alexei Michailowitsch Romanow (1629–1676) nach Moskau, wo er bis 16. Dezember 1651 blieb. Unter dem Vorwand sich Urlaub zu nehmen kehrte er nach Deutschland zurück und kam mehreren Aufforderungen nach Moskau zurückzukehren nicht nach. 
Auch sein Bruder Bernhard Below (1611–1692) war Mediziner und zuerst als Arzt bei der schwedischen Gesandtschaft in Moskau, dann als Leibarzt der schwedischen Königin Christina und ihrer Nachfolger Karl X. Gustav und Karl XI. tätig. Im Jahre 1661 soll sich Johann Below zu Besuch bei seinem Bruder in Stockholm befunden haben. Daraufhin kehrte er nach Rostock zurück, wo er 1668 starb.